# Kuželov
Kuželov település Csehországban, Hodoníni járásban. Kuželov Javorník, Hrubá Vrbka és Velká nad Veličkou településekkel határos. Lakosainak száma 402 fő (2024. január 1.).

## Népesség
A település lakosságának változását az alábbi diagram mutatja:
| Lakosok száma | 586  | 678  | 659  | 567  | 454  | 398  | 408  | 410  | 386  | 402  |
|               | 1869 | 1900 | 1921 | 1961 | 1980 | 2011 | 2016 | 2019 | 2021 | 2024 |